# Прекурсор
Преку́рсор (лат. praecursor — предшественник) — вещество, участвующее в химической реакции, приводящей к образованию целевого вещества; исходные материалы для дальнейших этапов химического синтеза.
В биохимии термин прекурсор применяется в отношении промежуточного участника метаболического пути. Например, серин и метионин являются прекурсорами цистеина, а он в свою очередь служит прекурсором некоторых соединений, таких как глутатион, коэнзим А и таурин. Прекурсоры различных витаминов объединяются в группу провитамины. Как прекурсоры могут рассматриваться предшественники белка.
В юридическом контексте прекурсор (исходное вещество для наркотиков или наркопрекурсор) — вещество, которое может использоваться для производства наркотических средств и психотропных веществ, включённых в Перечень наркотических средств, психотропных веществ и их прекурсоров.
Также прекурсором является химический реагент, участвующий на любой стадии производства токсичного химического вещества любым способом, играющий важную роль в определении токсичных свойств конечного продукта и быстро реагирующий с другими химикатами в бинарной или многокомпонентной системе.
Также прекурсором называется слоеобразующее сырье при химическом осаждении из газовой фазы или атомно-слоевом осаждении.